# روبين أريلانو
روبين أريلانو هو سياسي مكسيكي، ولد في 25 مارس 1947 في ولاية غواناخواتو في المكسيك. نشط حزبياً في حزب العمل الوطني. وقد انتخب عضو مجلس النواب المكسيك ‏.